# Liste der Biografien/Bonh
Liste der Biografien |
Portal Biografien |
Personensuche
# |
A |
B |
C |
D |
E |
F |
G |
H |
I |
J |
K |
L |
M |
N |
O |
P |
Q |
R |
S |
T |
U |
V |
W |
X |
Y |
Z |
?
 
Ba |
Be |
Bd |
Bg |
Bh |
Bi |
Bj |
Bl |
Bm |
Bn |
Bo |
Br |
Bs |
Bu |
Bw |
By |
Bz
 
Boa–Boc |
Bod |
Boe |
Bof |
Bog |
Boh |
Boi–Bok |
Bol |
Bom |
Bon |
Boo |
Bop |
Boq |
Bor |
Bos |
Bot |
Bou |
Bov–Boz
 
Bona |
Bonc |
Bond |
Bone |
Bonf |
Bong |
Bonh |
Boni |
Bonj |
Bonk |
Bonl |
Bonm |
Bonn |
Bono |
Bonp |
Bonq |
Bonr |
Bons |
Bont |
Bonu |
Bonv |
Bonw |
Bonx |
Bony |
Bonz
Die Liste der Biografien führt alle Personen auf, die in der deutschsprachigen Wikipedia einen Artikel haben. Dieses ist eine Teilliste mit 55 Einträgen von Personen, deren Namen mit den Buchstaben „Bonh“ beginnt.

## Bonh

### Bonha
- Bonhag, George (1882–1960), US-amerikanischer Leichtathlet
- Bonham Carter, Charles (1876–1955), britischer Offizier und Gouverneur von Malta
- Bonham Carter, Helena (* 1966), britische SchauspielerinHelena Bonham Carter (* 1966)

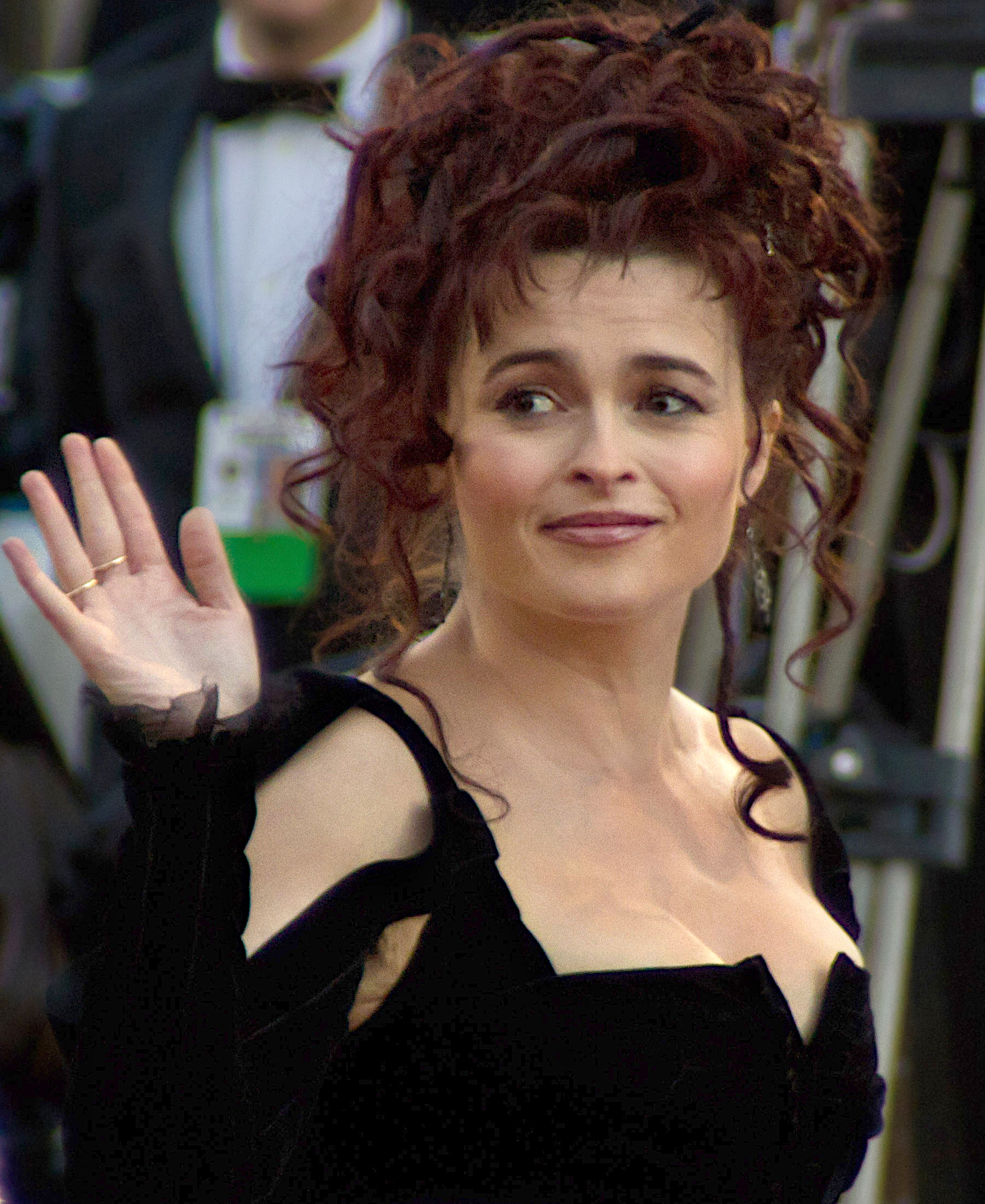
Helena Bonham Carter (* 1966)

- Bonham Carter, Jane, Baroness Bonham-Carter of Yarnbury (* 1957), britische Politikerin der Liberal Democrats und Life Peer
- Bonham Carter, Mark, Baron Bonham-Carter (1922–1994), britischer Politiker und Publizist
- Bonham Carter, Maurice (1880–1960), britischer Politiker (Liberal Party), Mitglied des House of Commons
- Bonham Carter, Violet (1887–1969), britische Politikerin, Mitglied des House of Commons
- Bonham, Jason (* 1966), britischer Schlagzeuger, Songwriter und Sänger
- Bonham, John (1948–1980), britischer Schlagzeuger
- Bonham, Louise (* 1962), australische Triathletin
- Bonham, Milledge Luke (1813–1890), Offizier der Konföderiertenarmee und Politiker
- Bonham-Carter, Crispin (* 1969), britischer Englisch- und Lateinlehrer sowie ehemaliger Schauspieler und Theaterregisseur

### Bonhe
- Bonheim, Helmut (1930–2012), deutscher Anglist
- Bonhème, Jean-François (* 1949), französischer Weitspringer
- Bonheur, Rosa (1822–1899), französische Tiermalerin

### Bonho
- Bonhoeffer, Dietrich (1906–1945), deutscher evangelisch-lutherischer Theologe
- Bonhoeffer, Emmi (1905–1991), deutsche Ehefrau des Widerstandskämpfers Klaus Bonhoeffer
- Bonhoeffer, Friedrich (1932–2021), deutscher Physiker, Molekularbiologe und Neurowissenschaftler
- Bonhoeffer, Friedrich von (1828–1907), deutscher Jurist
- Bonhoeffer, Karl (1868–1948), deutscher Psychiater und Neurologe
- Bonhoeffer, Karl-Friedrich (1899–1957), deutscher Chemiker
- Bonhoeffer, Klaus (1901–1945), deutscher Jurist und Widerstandskämpfer
- Bonhoeffer, Martin (1935–1989), deutscher Sozialpädagoge und Heimerziehungsreformer
- Bonhoeffer, Otto (1864–1932), deutscher Manager
- Bonhoeffer, Sebastian (* 1965), deutscher Biologe
- Bonhoeffer, Thomas (1931–2022), deutscher Theologe
- Bonhoeffer, Tobias (* 1960), deutsch-amerikanischer Neurobiologe
- Bonhof, Rainer (* 1952), niederländisch-deutscher Fußballspieler und -trainerRainer Bonhof (* 1952)

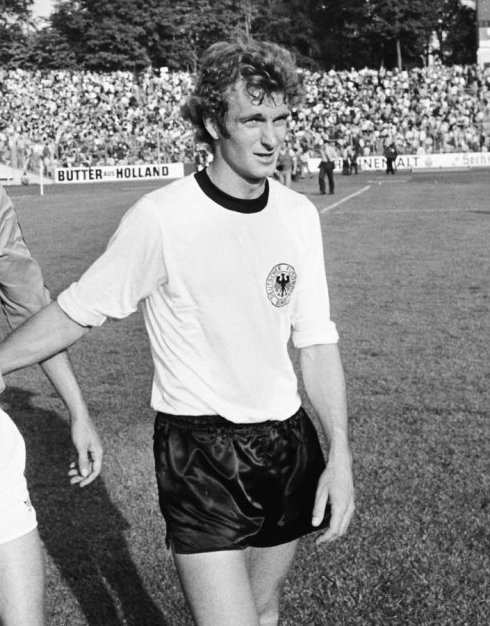
Rainer Bonhof (* 1952)

- Bonhoff, Carl (1865–1937), deutscher evangelisch-reformierter Theologe und Freimaurer
- Bonhoff, Cathrin (* 1969), deutsche Nachrichtensprecherin, Fernsehmoderatorin und Journalistin
- Bonhoff, Christa, deutsche Sängerin der Stimmlagen Alt und Mezzosopran
- Bonhoff, Friedrich (1883–1966), deutscher Numismatiker
- Bonhoff, Heinrich (1864–1940), deutscher Sanitätsoffizier und Hochschullehrer für Hygiene
- Bonhoff, Klaus (* 1968), deutscher Verkehrs- und Energieexperte
- Bönhoff, Leo (1872–1943), deutscher Pfarrer, Heimatforscher und Kirchenhistoriker
- Bonhoff, Otto (1931–2001), deutscher Schriftsteller
- Bonhoff, Ursula (1930–2021), deutsche Filmregisseurin
- Bonhöffer, Adolf Friedrich (1859–1919), deutscher Theologe, Klassischer Philologe und Philosophiehistoriker
- Bonhomme, Ariane (* 1995), kanadische Radsportlerin
- Bonhomme, Edna (* 1985), haitianisch-amerikanische Wissenschaftshistorikerin, Autorin, Künstlerin und Biologin
- Bonhomme, Joseph (1889–1973), kanadischer römisch-katholischer Ordensgeistlicher, Apostolischer Vikar von Basutoland
- Bonhomme, Matthieu (* 1973), französischer Comiczeichner
- Bonhomme, Patricio (* 1954), chilenischer Fußballspieler
- Bonhomme, Paul (* 1964), britischer Kunstflug- und Verkehrspilot
- Bonhomme, Pierre (1803–1861), französischer römisch-katholischer Geistlicher, Pädagoge und Ordensgründer
- Bonhomme, Tessa (* 1985), kanadische Eishockeyspielerin
- Bonhorst, Heinrich (1643–1711), herzoglich und kurfürstlich braunschweig-lüneburgischer Münzmeister und Münzdirektor zu Clausthal
- Bonhorst, Heinrich Christoph (1683–1725), kurfürstlich braunschweig-lüneburgischer Münzmeister und Münzdirektor zu Clausthal
- Bonhorst, Leonhard von (1840–1915), sozialdemokratischer Politiker
- Bonhorst, Marquard († 1432), Ratsherr der Hansestadt Lübeck
- Bonhorst, Rainer (* 1942), deutscher Journalist und Autor
- Bonhorst, Walter von (1904–1978), deutscher Filmeditor
- Bonhôte, Eugène (1857–1924), Neuenburger Politiker
- Bonhote, J. Lewis (1875–1922), englischer Zoologe, Ornithologe und Autor

### Bonhu
- Bonhuil, Bruno (1960–2005), französischer Motorradrennfahrer